# 2014년 NBA 드래프트
2014년 NBA 드래프트(2014 NBA draft)는 2014년 6월 26일 브루클린 바클레이스 센터에서 열렸다. 전미 농구 협회(NBA) 팀은 미국 아마추어 대학 농구 선수와 국제 선수를 포함한 기타 적격 선수를 차례로 선발했다. 드래프트 복권은 2014년 5월 7일에 열렸다. 클리블랜드 캐벌리어스는 드래프트 복권에 당첨되어 드래프트 전체 1순위 픽을 획득했다. 이 드래프트는 2003년 이후 클리블랜드의 4번째 1순위 픽이자 2011년부터 2014년까지 4년간 3번째 1순위 픽이다. 또한 이번 드래프트는 2004년부터 2014년까지 밥캣츠에서 뛰었던 재탄생한 샬럿 호넷츠의 첫 번째 드래프트가 될 것이다. 2014년, 2001년 이후 원래 샬럿 호넷츠가 뉴올리언스로 이적하기 전 마지막으로 샬럿 호넷츠를 선택하고 결국 현재의 뉴올리언스 펠리컨스가 되었다.
미국의 텔레비전 방영권은 ESPN에 속했다. 최근 몇 년간 가장 깊고 과장된 드래프트 클래스 중 하나가 될 것이라는 많은 사람들의 조언이 있었고, 여러 플레이어가 미래의 스타로 선전되었다. 스테이트팜은 드래프트의 후원자였다.